# Нейтральный Туркменистан
Нейтральный Туркменистан (до 1995 года — «Туркменская искра») — государственная республиканская ежедневная газета на русском языке, издающаяся в Туркменистане. В советское время являлась печатным органом ЦК КП Туркменской ССР. В настоящее время является органом официального опубликования законов правительства Туркменистана. Периодичность — ежедневно. Тираж — 49 тыс. 611 экземпляров. Учредитель — Кабинет министров Туркменистана.

## История
Первый номер газеты вышел в ноябре 1924 года. Первоначально называлась «Туркменская искра». В 1959 году была награждена орденом Трудового Красного Знамени. В 1975 году тираж составлял 60 тыс. экземпляров.
В разные годы в газете работали Агата Турчинская, Юрий Ициксон, Андрей Малютин (ответственный секретарь), Хумма Сьемен.
В 1995 году переименована в «Нейтральный Туркменистан».
С 2012 года издаётся с приложением на английском языке.

## Главные редакторы газеты
- Третьяков Савва Сергеевич (1938—1939)
- Виктор Александрович Михайлов (февраль 2005[7] — ноябрь 2006[8])
- Джерен Таимова (и. о. ноябрь 2006 — август 2008)
- Бекдурды Амансарыев (август 2008 — сентябрь 2009[1])
- Владимир Губанов (сентябрь 2009[9] — декабрь 2011[10])
- Ирина Столбунова (и. о. декабрь 2011 — январь 2012)
- Виктор Георгиевич Зайцев (январь 2012[11] — январь 2015[12])
- Бекдурды Амансарыев (февраль 2015 — август 2015)[13]
- Майя Ахмедовна Алимова (август 2015 — н.в.)[14]